# Enid Blyton: Die verwegenen Vier
Die verwegenen Vier ist der Titel einer Fernseh-Abenteuerserie für Jugendliche nach der Romanvorlage The Secret Series von Enid Blyton. Sie wurde 1996 von der britischen Cloud 9 Screen Entertainment Group in Neuseeland gedreht und dort am 29. Dezember 1997 zum ersten Mal ausgestrahlt. Das deutsche Fernsehen sendete die Serie einen Monat später.

## Hintergrund
Die vier Kinder dieser Enid-Blyton-Verfilmung heißen in der Serie so wie in der englischsprachigen Romanvorlage: Mike, Laura und Peggy Arnold sowie Jack Bennett. In der deutschen Buchübersetzung wurden daraus Chris, Lissy und Peggy Arnold sowie Ben.

## Handlung
Die Geschwister Peggy, Mike und Laura reißen zusammen mit dem Nachbarsjungen Jack aus. Sie sind auf der Suche nach ihrem verschollenen Vater Thaddeus Arnold, der mit der Fotoreporterin Charlotte Clancy während einer Weltumseglung verschwand und für tot erklärt wurde. Dabei lösen sie auch andere Rätsel, lüften Geheimnisse und entdecken einsame Inseln.

## Episodenliste
Bei der Erstausstrahlung sendete Super RTL die Serie in fünf spielfilmlangen Folgen. Die Wiederholungen wurden später auf 20 Folgen verteilt. Derzeit wiederholt der Sender eoTV die Serie.

### Als Miniserie in 5 Teilen
| Nr. | Folge                               | Erstausstrahlung auf Super RTL | Originaltitel              | Erstausstrahlung im UK |
| --- | ----------------------------------- | ------------------------------ | -------------------------- | ---------------------- |
| 1   | Die verwegenen Vier reißen aus      | 31. Januar 1998                | The Secret Island          | 29. Dezember 1997      |
| 2   | Die verwegenen Vier bewähren sich   |                                | The Secret Of Spiggy Holes | 30. Dezember 1997      |
| 3   | Die verwegenen Vier auf heißer Spur |                                | The Secret Of Killimooin   | 31. Dezember 1997      |
| 4   | Die verwegenen Vier auf Geisterjagd |                                | The Secret Of Moon Castle  | 1. Januar 1998         |
| 5   | Die verwegenen Vier halten zusammen |                                | The Secret Mountain        | 2. Januar 1998         |

### Als Serie in 20 Teilen
| Nr. | Folge                                   | Originaltitel              |
| --- | --------------------------------------- | -------------------------- |
| 1   | Die verwegenen Vier reißen aus (1)      | The Secret Island          |
| 2   | Die verwegenen Vier reißen aus (2)      | The Secret Island          |
| 3   | Die verwegenen Vier reißen aus (3)      | The Secret Island          |
| 4   | Die verwegenen Vier reißen aus (4)      | The Secret Island          |
| 5   | Die verwegenen Vier bewähren sich (1)   | The Secret Of Spiggy Holes |
| 6   | Die verwegenen Vier bewähren sich (2)   | The Secret Of Spiggy Holes |
| 7   | Die verwegenen Vier bewähren sich (3)   | The Secret Of Spiggy Holes |
| 8   | Die verwegenen Vier bewähren sich (4)   | The Secret Of Spiggy Holes |
| 9   | Die verwegenen Vier auf heißer Spur (1) | The Secret Of Killimooin   |
| 10  | Die verwegenen Vier auf heißer Spur (2) | The Secret Of Killimooin   |
| 11  | Die verwegenen Vier auf heißer Spur (3) | The Secret Of Killimooin   |
| 12  | Die verwegenen Vier auf heißer Spur (4) | The Secret Of Killimooin   |
| 13  | Die verwegenen Vier auf Geisterjagd (1) | The Secret Of Moon Castle  |
| 14  | Die verwegenen Vier auf Geisterjagd (2) | The Secret Of Moon Castle  |
| 15  | Die verwegenen Vier auf Geisterjagd (3) | The Secret Of Moon Castle  |
| 16  | Die verwegenen Vier auf Geisterjagd (4) | The Secret Of Moon Castle  |
| 17  | Die verwegenen Vier halten zusammen (1) | The Secret Mountain        |
| 18  | Die verwegenen Vier halten zusammen (2) | The Secret Mountain        |
| 19  | Die verwegenen Vier halten zusammen (3) | The Secret Mountain        |
| 20  | Die verwegenen Vier halten zusammen (4) | The Secret Mountain        |

## Buchvorlage
Die Serie basiert auf den fünf Romanen der Jugendbuch-Reihe The Secret Series von Enid Blyton, die in Deutschland ab den 1960er Jahren bis 1980 unter dem Titel Die Arnoldkinder erschienen. Später wurden sie als Die-verwegenen-Vier-Reihe wieder aufgelegt.
1. Die verwegenen Vier reißen aus (1963) (The Secret Island (1938)) – früherer Titel: Die Arnoldkinder reißen aus
2. Die verwegenen Vier bewähren sich (1964) (The Secret of Spiggy Holes (1940)) – früherer Titel: Die Arnoldkinder bewähren sich
3. Die verwegenen Vier halten zusammen (1965) (The Secret Mountain (1941)) – früherer Titel: Die Arnoldkinder halten zusammen
4. Die verwegenen Vier auf heißer Spur (1966) (The Secret Of Killimooin (1943)) – früherer Titel: Die Arnoldkinder auf heißer Spur
5. Die verwegenen Vier auf Geisterjagd (1967) (The Secret Of Moon Castle (1953)) – früherer Titel: Die Arnoldkinder jagen die Waffenschmuggler[2]

## Hörspielreihe
Unter dem Label Europa sind folgende 4 Hörspielkassetten von 1980 bis 1982 erschienen:
1. Die verwegenen Vier reißen aus (1980)
2. Die verwegenen Vier bewähren sich (1980)
3. Die verwegenen Vier halten zusammen (1982)
4. Die verwegenen Vier auf heißer Spur (1982)

Es wurden auch hier die deutschen Namen verwendet. Die Hauptrollen wurden gesprochen von:
| Rollenname | Sprecher        |
| ---------- | --------------- |
| Ben        | Marc Seidenberg |
| Peggy      | Svenja Pages    |
| Lissy      | Anika Pages     |
| Chris      | Fabian Harloff  |
| Erzähler   | Christian Rode  |